# Gilberto Varela
Gilberto Varela (Caracas, Venezuela, 14 de febrero de 1944),  es un director, actor, guionista, actor de voz y humorista español de origen venezolano. Es conocido principalmente por participar como director y guionista en el programa Radio Rochela del canal venezolano RCTV y por realizar el programa de radio "Lo que el pueblo pide" para la emisora de radio local de Maracay (Venezuela) Mundial 1080. Actualmente reside en Zaragoza, España.

## Carrera

### Inicios en radio
En 1962 aparece por primera vez en Radio Litoral (Naiguatá-Departamento Vargas) con el programa "Sólo para enamorados". En 1963, junto con Nelson Paredes y Pedro ("el Gato") Soto, entre otros, fundan "Conjunto Fantasía" y graban un Extended Play de 45 r.p. m. para la firma Siemens de Venezuela. Este grupo pasaría a formar parte de Radio Rochela Radio, comenzando en los antiguos estudios de El Paraíso (Caracas) de Radio Caracas Radio. 
En 1970 trabaja para Radio Capital, donde se desempeña como actor en los espacios radiales dramáticos y comedias musicales. En 1972 trabaja como actor y ayudante de producción de Guillermo Rodríguez Blanco en los programas de "Julian y Chuchín dos vivianes de postín" y "Avíspate Campesino" para Radio Rumbos Cadena Nacional.

### Teatro
Comenzó su experiencia teatral en el Ateneo de Caracas con "Caín adolescente" de Román Chalbaud, "Ciclo de la comedia italiana", "El Embustero" (Il bugiardo, 1750) de Carlo Goldoni y luego "Arlequín" y "Arlequín, servidor de dos amos", bajo la dirección de Álvaro de Rossón. Como profesor de teatro del Liceo Francisco Fajardo, dirige entre otros a un joven Carmelo Castro, en los inicios de su carrera como dramaturgo, destacando con la obra "Ha llegado el Señor Lester", de Paul Franc y Ludwing Hirsfel, estrenada el 12 de julio de 1970.
Bajo los auspicios de la Universidad Santa María obtiene el segundo premio de obras cortas como director de teatro universitario con "Petición de mano" de Anton Chejov. En 1971 trabaja con el director de cine argentino Hugo Moser como Asistente de Dirección. El 30 de junio de 1989 como actor monologuista, estrena en el Teatro de la Ópera de Maracay "Paquete de medidas en NO mayor", monólogo tragicómico de denuncia social, con música de Carlos Grimaldo y guion de Leonel Ramos.

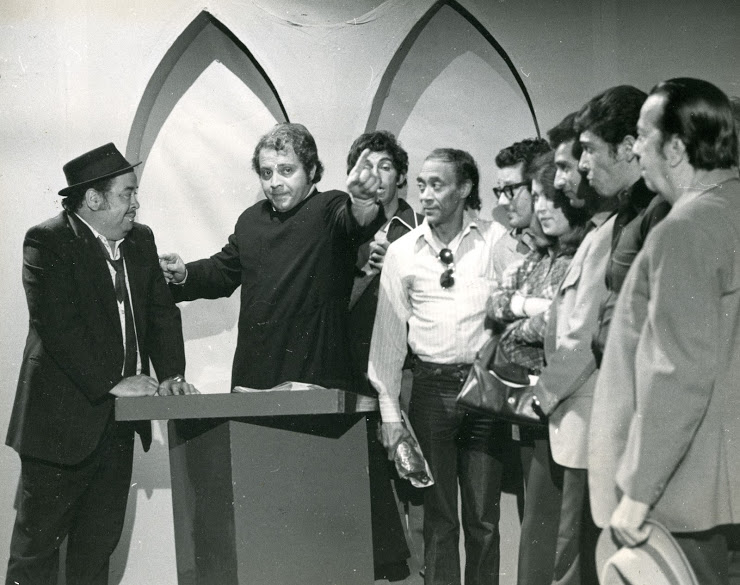
Gilberto Varela dirigiendo un sketch de Radio Rochela en 1977

### Radio Caracas Televisión
De 1964 a 1984 forma parte del equipo de "Radio Rochela", del que estuvo diez años al frente como director-productor (1974-1984). Emitida en Radio Caracas Televisión (RCTV), fue hasta el cierre de la cadena privada uno de los referentes de opinión y humor en Venezuela. La etapa de Gilberto Varela dentro de la televisión se caracteriza por abrir las puertas a nuevos talentos, apoyándoles y dándoles protagonismo. La mayoría de ellos alcanzaron la fama destacando en la comedia venezolana, como Irma Palmieri, Emilio Lovera, Carlos "Nené" Quintana o Marta Piñango. También trabajó con artistas célebres de la época como Oscar de León o Iris Chacón la Vedette de Puerto Rico.
Entre los programas de televisión en los que participó como actor, productor, guionista o director dentro de Radio Caracas Televisión destacan:
- Inspector Tuyuyo (1975).(Actor)
- Genovevo (1976).(Director-guionista y productor)
- Doctora Amor (1976). (Actor-productor y guionista)
- Tatatita (1977).(Actor)

### Premios por su labor en Televisión

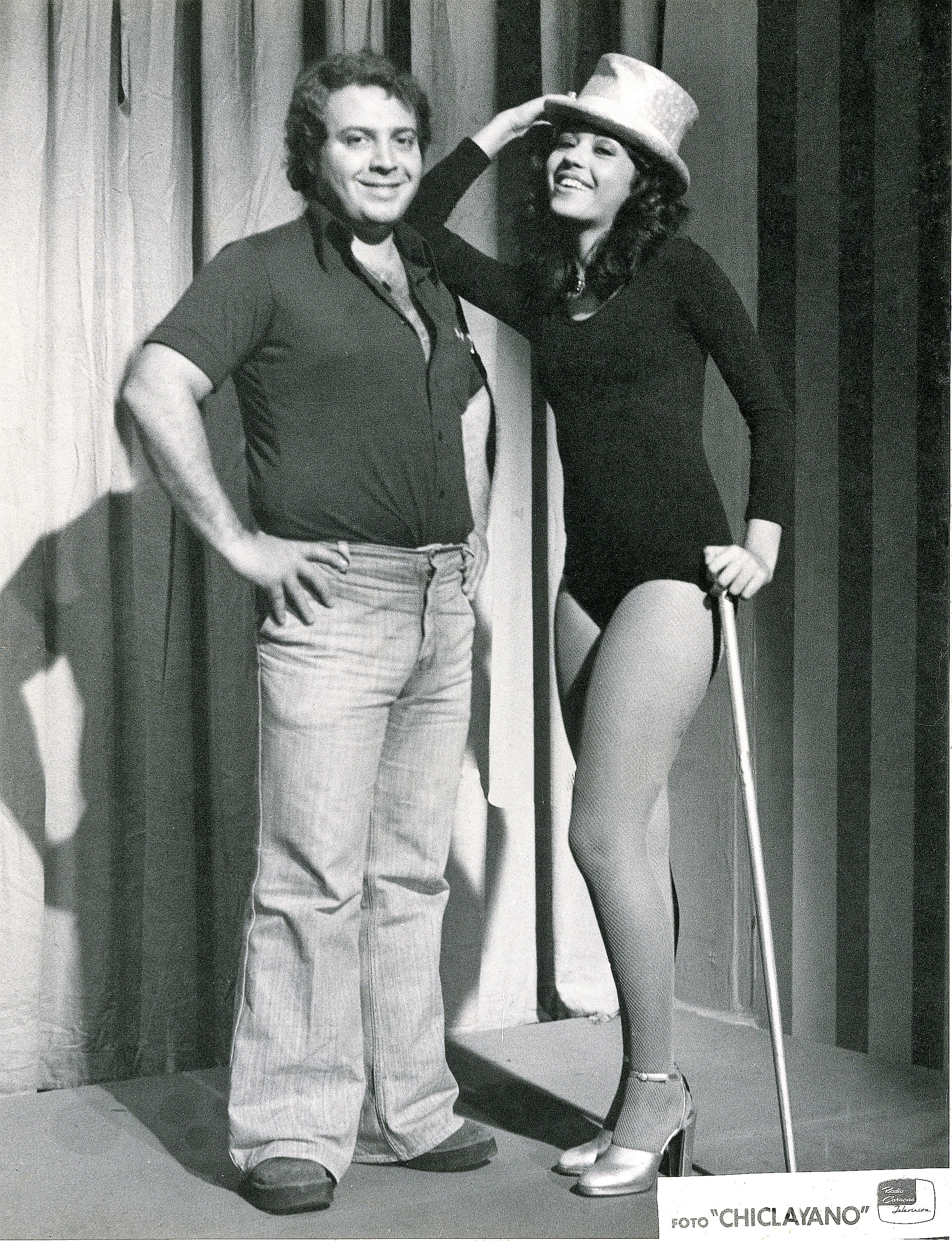
Mary García y Gilberto Varela en 1976

- Estrella de Oro - Productor humorístico del año (1981).
- Dos de Oro (1977, 1978, 1980, 1981, 1983).
- Tamanaco de Oro (1978).
- Cacique de Oro (1978, 1979, 1981).
- Meridiano de Oro (1980).
- Mirandino de Oro (1982).
- Estrellas de Local Media-Onda Jerez-España (1997)

### Radio Mundial 1080
En 1984 decide cambiar de ciudad y establecer su residencia en Maracay (Venezuela), dirigiendo durante 6 años el programa "Lo que el pueblo pide" para Mundial 1080, de la cadena YVKE Mundial Radio. La temática era información y denuncia social, haciéndose eco de las carencias de los sectores más desfavorecidos de la ciudad. Recibe un gran número de premios y reconocimientos por esta labor, como la "Orden del Mérito Policial" en su segunda clase, en 1988, a manos del entonces Gobernador del Estado Aragua, Dr.Rafael Rodríguez Mérida. Durante su etapa en Mundial 1080 promueve la primera cacerolada en contra de las medidas del gobierno de Carlos Andrés Pérez. Además organiza dos eventos masivos de recogida de libros (septiembre de 1988) y juguetes (diciembre de 1988) para niños sin recursos de la ciudad, obteniendo un gran éxito de participación. Durante esos años también colabora con el diario "El Periódico", y "El Aragueño" teniendo su propia página de opinión.
Fue el primer director y fundador de Radio Mundial Valencia 1220 en la capital del estado Carabobo. Allí realizó el programa de opinión ciudadana "Contacto Directo" con un equipo de periodistas en moto donde entrevistaban a pie de calle a la gente para que expusiera sus denuncias sociales en directo. Creando las bases de un nuevo estilo periodístico en el medio radial.

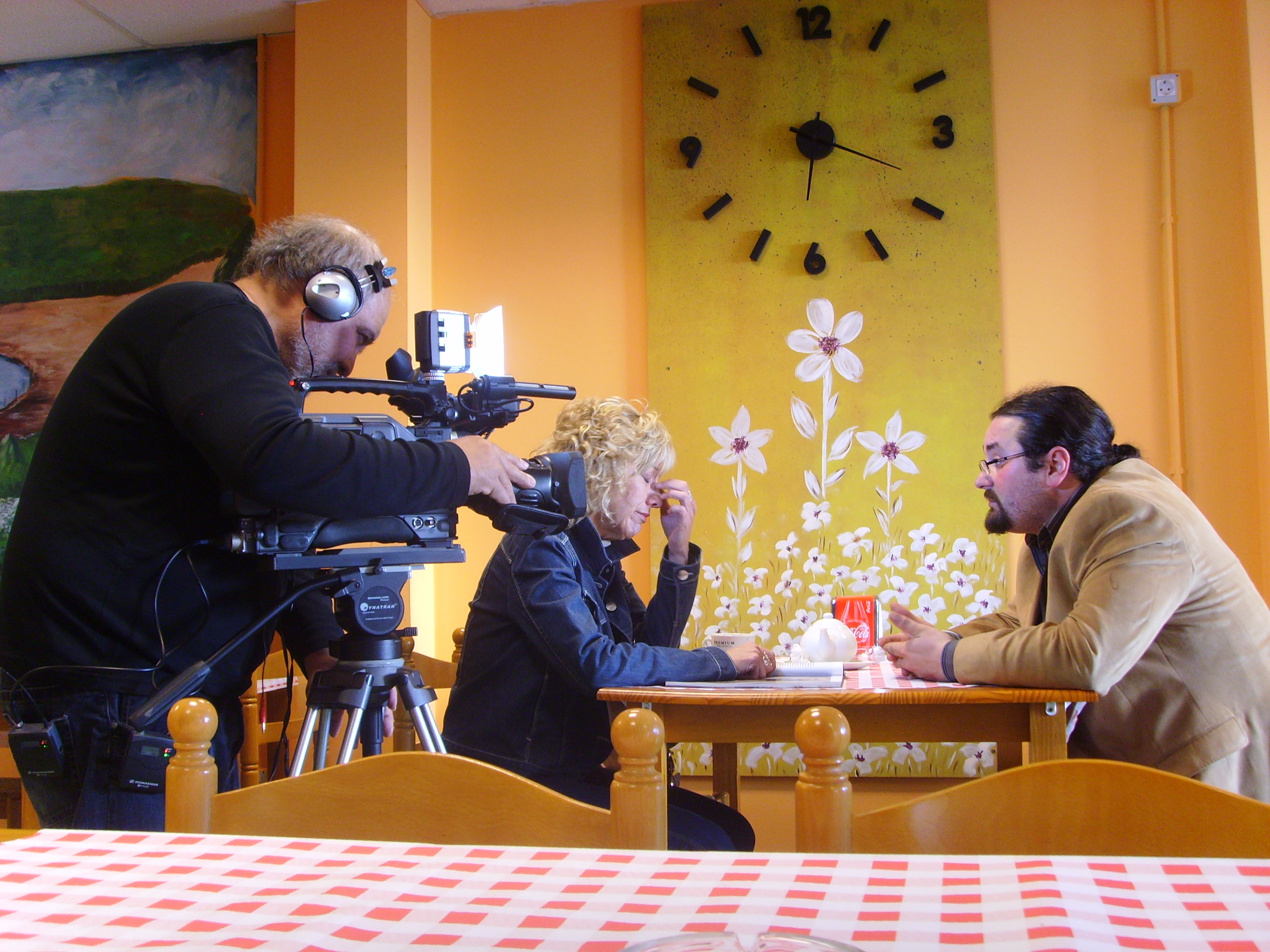
Grabación de una escena del largometraje "Donde me lleves" de Gilberto Varela, el 4 de agosto de 2010 en La Muela, Zaragoza

### Director y productor en Tenerife (España)
A finales de 1990 se establece en España. Estuvo al frente de la productora Star Media y posteriormente hizo lo propio en Kokovideo, Video Makit y Magic Imagen producciones. En 1996 es fichado por TVT (Televisión Tenerife), obteniendo el premio "Mejor Magazine de Las Estrellas de Local Media España" en Onda Jerez (1997), con el espacio matutino de 3 horas "Contigo a las 10" presentado por Alicia Rodríguez Reyes y Bosco González de Chávez. En 1998 realiza "Cuando Calienta el Sur" en Tele Italia Tenerife, programa temático del mundo de la noche.

### Director y productor en Zaragoza
En 2008 cambia su residencia a la península ibérica, donde se dedica a la búsqueda de nuevos talentos impartiendo talleres de cine y de actuación para la cámara a personas sin ninguna experiencia previa. Ha producido dos largometrajes, "Donde me lleves" (2010) y "Nada que perder" (2011). Ha colaborado también como voluntario para la Fundación Rey Ardid Zaragoza.